# Fujitina ljestvica
Fujitina ljestvica, nazvana po japanskom meteorologu Tetsuyi Fujiti služi za stupnjevanje tornada prema učinjenoj šteti i povezivanju dodijeljene kategorije s pretpostavljenom brzinom vjetra (stvarne brzine vjetra u tornadima nisu znanstveno izmjerene).
Ima 6 stupnjeva (sedmi stupanj vjetra F6 još nije u upotrebi).
Stupanj F0 Fujitine ljestvice odgovara otprilike stupnju 11, a stupanj F1 stupnju 12 Beaufortove ljestvice. Prikladna je za američke uvjete, dok je za Europske uvjete prikladnija TORRO ljestvica.

## Fujita ljestvica
| Jačina (intenzitet) | Brzina  | Brzina  | Šteta         | Opis štete |
| Jačina (intenzitet) | m/s     | km/h    | Šteta         | Opis štete |
| ------------------- | ------- | ------- | ------------- | --- |
| F0                  | 18-32   | oko 116 | mala          | Oštećeno nekoliko dimnjaka i TV antena; slomljene grane; srušena stabla plitkog korijenja. |
| F1                  | 33-50   | 116-180 | umjerena      | Skinuti krovovi kuća; razbijeni prozori; kamp-prikolice pomaknute ili prevrnute; nekoliko stabala iščupano ili prevrnuto; automobili pomaknuti s ceste.                                       |
| F2                  | 51-70   | 181-250 | značajna      | Krovovi s drvenih kuća otkinuti; slabe zgrade u ruralnim područjima kao i kamp-prikolice demolirane; teretni vagoni prevrnuti; velika stabla prevrnuta ili iščupana.                          |
| F3                  | 71-91   | 251-330 | žestoka       | Krovovi i neki zidovi drvenih kuća istrgnuti; vlakovi prevrnuti; većina stabala u šumi iščupana; teška vozila podignuta sa zemlje i bačena.                                                   |
| F4                  | 92-115  | 331-415 | razarajuća    | Srušene drvene kuće; građevine sa slabim temeljima odnesene vjetrom; nastali veliki leteći projektili.                                                                                        |
| F5                  | 116-143 | 416-512 | katastrofalna | Drvene zgrade podignute iz temelja i nošene na značajne udaljenosti; leteći projektili veličine automobila podignuti u zrak i nošeni na udaljenosti veće od 100 m; stabla iščupana iz zemlje. |
| F6                  |         | >512    | neopisiva     | neopisivi |